# Ravenden Springs
Ravenden Springs is een plaats (town) in de Amerikaanse staat Arkansas, en valt bestuurlijk gezien onder Randolph County.

## Demografie
Bij de volkstelling in 2000 werd het aantal inwoners vastgesteld op 137.
In 2006 is het aantal inwoners door het United States Census Bureau geschat op 136, een daling van 1 (-0,7%).

## Geografie
Volgens het United States Census Bureau beslaat de plaats een oppervlakte van
3,0 km², geheel bestaande uit land. Ravenden Springs ligt op ongeveer 103 m boven zeeniveau.

## Plaatsen in de nabije omgeving
De onderstaande figuur toont nabijgelegen plaatsen in een straal van 32 km rond Ravenden Springs.